# Kyläjärvi (sjö i Ruokolax, Södra Karelen)
Kyläjärvi är en sjö i kommunen Ruokolax i landskapet Södra Karelen i Finland. Arean är 46 hektar och strandlinjen är 4,38 kilometer lång. Sjön  ingår i Vuoksens huvudavrinningsområde.   Den ligger omkring 39 km nordöst om Villmanstrand och omkring 240 km nordöst om Helsingfors. 